# Isoglossa collina
Isoglossa collina är en akantusväxtart som först beskrevs av John Smith, och fick sitt nu gällande namn av B. Hansen. Isoglossa collina ingår i släktet Isoglossa och familjen akantusväxter. Inga underarter finns listade i Catalogue of Life.